# Inmigración británica en Paraguay
La inmigración británica en Paraguay tuvo su auge durante los siglos XIX y XX.
Inglaterra fue, junto con el Brasil, uno de los primeros países en reconocer la independencia paraguaya. Luego de la muerte de Gaspar Rodríguez de Francia, ambos intentaron abrir comunicaciones con el Paraguay por los ríos de la Plata, Paraná y Paraguay. Sin embargo, el gobierno del dictador Rosas no lo consintió.
Los primeros súbditos británicos arribaron poco después de la gesta de Mayo de 1811. Fueron los hermanos Robertson, de Escocia, los cuales se dedicaron al comercio.
Tiempo después llegaron cientos de técnicos ingleses, contratados por el gobierno de Don Carlos Antonio López, con el propósito de transmitir sus conocimientos a los paraguayos. 
En el Paraguay de posguerra, los denominados Lincolnshire Farmers intentaron establecerse en los departamentos de Guairá y Paraguarí, pero sin éxito. Esto se debió sobre todo a que, mientras duró la ocupación militar aliada (hasta 1876), no estaban dadas ni las más mínimas condiciones requeridas para el establecimiento de colonias de inmigrantes.  
Las penurias que debieron pasar estos ingleses y algunos alemanes en gran medida limitaron próximas partidas de inmigrantes. Demoraría más de una década en que otros grupos (sobre todo alemanes bajo la presidencia de Bernardino Caballero) llegasen en gran número al país.

## Historia de las comunidades británicas en Paraguay

### Durante el régimen de Rodríguez de Francia
Tras asumir el cargo de Dictador Perpetuo del Paraguay, (1 de junio de 1816) el Dr. Gaspar Rodríguez de Francia impuso un severo régimen de austeridad administrativa, que se tradujo en el cierre de las fronteras al comercio y a todo contacto con el exterior.
El aislamiento hizo que se redujeran al mínimo las exportaciones, mientras las importaciones reflejaban un reduccionismo propio de sociedad aislada: no había hambre, pero tampoco había consumo suntuario alguno. Las bocas de comercio eran dos: Itapúa y Candelaria, con Brasil y con las provincias argentinas.
Durante casi un cuarto de siglo, el Dictador sólo permitió que unos pocos extranjeros pudieran ingresar al país. Uno de ellos fue el escocés John Parish Robertson (1809-1830), un comerciante que se dedicaba a la compra de productos agrícolas y a la venta de artículos manufacturados tales como sal, mate y tabaco.
Robertson era un adolescente de dieciséis años, cuando llegó al Río de la Plata en 1809, aunque tres años antes había intentado venir, pero su viaje fue demorado por las noticias de las invasiones inglesas en esa región.

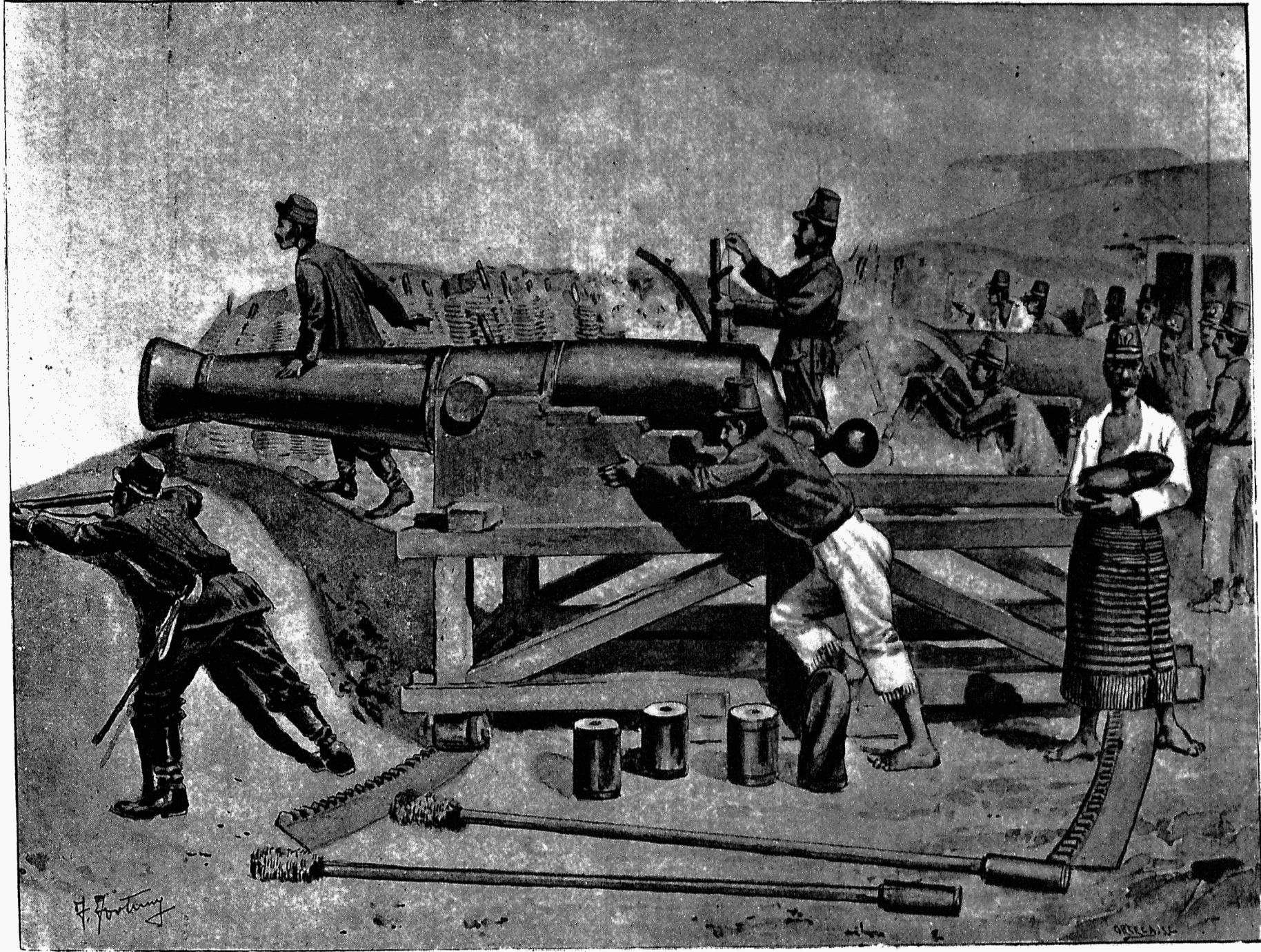
El cáñón "El Criollo" en batería. Los dos oficiales que figuran, uno arreglando el alza y otro observando, son los Comandantes Lucas Carrillo, paraguayo, y Jorge Thompson, inglés, al servicio de López.

Arribó al Paraguay a fines de 1811, antes de cumplir veinte años, con la idea de dedicarse al comercio. A partir de ese momento y con la autorización del gobierno, viajó varias veces de Asunción a Buenos Aires; logrando transportar un cargamento de yerba mate (mil quinientos tercios) en botes de río españoles, de cuya venta se hizo de una pequeña fortuna. A su vez, volvía al país con productos importados (mayormente británicos).
Una vez familiarizado con el mercado paraguayo, el joven comerciante hizo venir a su hermano William de Escocia, y entre los dos realizaron lucrativos negocios hasta 1815, cuando el doctor Francia les prohibió volver al Paraguay.
Algunos años después, publicó sus impresiones y vivencias bajo el título de "Letters from Paraguay".

### Gobierno de Carlos A. López
Luego de la caída de Rosas en Argentina,1852, el tránsito por el río Paraguay se vio facilitado y fluyó el comercio.   
Unos pocos comerciantes británicos de Buenos Aires realizaron sus operaciones en Paraguay. Se ha registrado que al menos tres de ellos se asentaron definitivamente en el país, como William Stark nacido en Gibraltar, quién llegó al Paraguay en 1853 y se casó con Clara Aramburu Trigo con quien tuvo cuatro hijos. Otros fueron William Atherton comerciante e industrial que se estableció en 1855 y Salvador Martínez, marinero, también nacido en Gibraltar, que se casó con Pilar Lugo en 1858. Además, se tiene constancia que el comerciante William Thompson comerció entre Buenos Aires y Asunción de 1855 a 1859 abriendo un local en Asunción.
  

A partir de 1854, alrededor de doscientos ingleses llegaron al Paraguay durante el gobierno de Don Carlos Antonio López, contratados por el Estado, como parte de un vasto plan de modernización destinado levantar la economía de la república. 

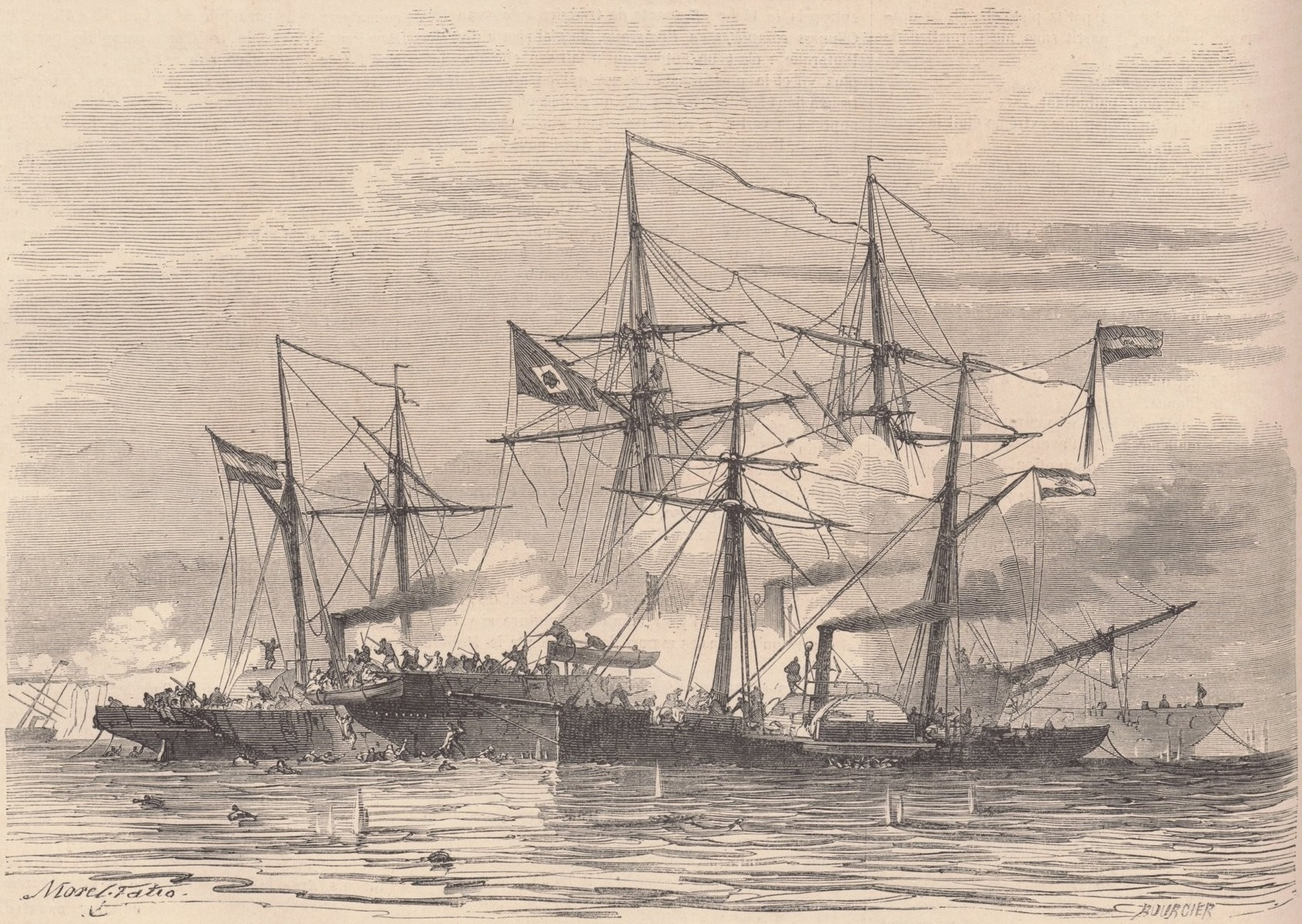
Momento en que los buques paraguayos atacan al acorazado brasileño Paraíba, durante la batalla del Riachuelo.

Los mismos se desempeñaron como técnicos de los arsenales, el ferrocarril y la función de hierro de Ybycuí. La mayor parte eran solteros y no se arraigaron en el país, marchándose una vez finalizados sus contratos.

### Guerra de la Triple Alianza
A principios de junio de 1865 llegó la cañonera inglesa Dottorell a Asunción, cuya misión era de rescatar a los súbditos británicos que estaban trabajando en el Paraguay.
Para llegar a destino tuvo que romper el bloqueo naval que ya hacían efectivo los barcos brasileños; la nave era comandada por el capitán W. F. Johnson y viajaba a bordo Mr. Packernham, secretario de la legación británica en Buenos Aires.
Esta embarcación volvió a los pocos días sin ningún súbdito británico, porque los numerosos técnicos contratados que trabajaban en la marina, la fundición y los arsenales, decidieron quedarse y seguir la suerte del Paraguay.
Le cupo a este barco, en su retorno, rescatar náufragos de la batalla de Riachuelo, dieciséis en total, pertenecientes al Marqués de Olinda. También destacan las crónicas de la época las heroicas actuaciones de los maquinistas: John Watts, del Tacuarí, condecorado por el mariscal López, nombrándoselo “Caballero de la Orden del Mérito”; y George Gibson, del Marqués de Olinda. Más tarde, en 1868, el propio Mariscal López mandó a torturar y fusilar a John Watts en el triste episodio conocido como los procesos de San Fernando, donde también fue torturado y fusilado el comerciante William Stark.
Otros ingleses, también maquinistas, que sufrieron graves heridas en esa batalla y murieron poco después fueron Bagster y Spivey.
Después de esta operación, el mariscal López mandó que se rindieran honores a los ingleses fallecidos en defensa del Paraguay e hizo construir un cementerio inglés.
Otros apellidos que registra la historia de aquella época son, Valpy y George Thompson. Este último cayó prisionero en 1868 y escribió la primera historia de “La Guerra del Paraguay”, en inglés; después de terminadala contienda volvió al país y se casó con una paraguaya, Francisca Haedo, con quien tuvo descendencia.
Párrafo aparte merece el Dr. Guillermo Stewart, jefe de sanidad del ejército paraguayo. Escocés de nacimiento, llegó al país en 1856 y entró en el servicio militar como cirujano, ascendido al más alto grado por su eficiencia fue médico personal de López durante la guerra. Organizó un sistema hospitalario e indujo al gobierno a traer otros médicos ingleses como ayudantes.
La colonia Nueva Australia fue conformada a fines del siglo XIX, inicialmente tuvieron intención de establecer una colonia con ideales socialistas, de ese contingente se desprendió un grupo que se asentó en Caazapa, posteriormente muchos de esos colonos regresaron a Australia. no obstante el grupo inicial se arraigó en el sitio, ya con el nombre de Nueva Londres.Los apellidos de ese grupo Kennedy, Smith, Stanley,etc.en el grupo que fue a Caazapa estaban los Wood y otros.

### El caso de losLinconlshire Farmers
A mediados de febrero de 1873 el Gobierno Británico mandaba colocar afiches en las calles de Londres advirtiendo a posibles emigrantes sobre los rigores de la vida en el Paraguay de la posguerra.
De todas formas, estas advertencias no lograron disuadir a más de 800 personas, mayormente familias pobres de aquella ciudad y del norte de Alemania, que fueron engañados por un plan de emigración inexistente, preparado por financistas londinenses y políticos paraguayos sin escrúpulos, cuyo único objetivo era alzar la cotización de los bonos emitidos en 1872 por el gobierno paraguayo en el mercado Londres.
Al querer demostrar que Paraguay era un país en condiciones para recibir inmigrantes rurales de Europa, los emigrantes fueron llamados falsamente Lincolnshire Farmers (granjeros de Lincolnshire), un condado eminentemente agrícola, cuando en realidad se trataba de gente desesperada del entorno urbano londinense, una situación muy similar a la atravesada décadas atrás por los emigrantes franceses en la fallida Colonia de Nueva Burdeos en la Villa Occidental.

La odisea que pasaron después en Itá e Itapé fue terrible. El Paraguay Reader incluye extractos de una carta - publicada por primera vez - escrita por una de los sobrevivientes, Annie Elizabeth Kennett, quien tenía siete años cuando llegó a Paraguay. Parte del relato de Annie (ya traducido al castellano), sobre la comida y el agua en el Paraguay de entonces decía:
La comida consistía principalmente de arroz hervido y carne muchas veces a la semana, con una especie de pastel que los naturales nos venden como CHIPAS, un pan hecho a base de maíz que es muy seco. Recuerdo un día que no teníamos nada para comer y comimos naranjas que aquí crecen en abundancia con grandes árboles. Ahora el agua es tan escasa que estamos obligados a conseguirla de estanques o zanjas en cualquier lugar que encontramos, y muchas veces sucia. Llegamos a un curso de agua y en un muelle nos reabastecimos de agua hasta que descubrimos que había un montón de serpientes en el lugar, por lo que tuvimos que tirar el agua. El calor, las moscas y los mosquitos son algo terrible. Los ingleses están pensando en regresar a Inglaterra o llegar hasta Rosario o Buenos Aires.
El informe elevado al banco para la emisión de los bonos fue manipulado, colocándose al Paraguay como un país sin deuda externa (obviando las pesadas cargas de deudas de guerra e indemnizaciones), con una producción muy elevada (se tomaron los números de la preguerra) y con grandes oportunidades, comodidades y facilidades para los inmigrantes.
En lfparaguay.wordpress.com hay un listado de muchas de las familias que formaron parte del programa de emigración conocido como los Linconlshire Farmers. El listado incluye a Annie Elizabeth Kennett, autora del relato que se incluyó arriba. 
Ni siquiera se mencionaba que el Paraguay había sufrido una terrible guerra por seis años que destruyó sus bases productivas y aniquiló la fuerza laboral del país, un engaño de principio a fin de que derivaría en el sufrimiento de muchas familias de inmigrantes.

## Cultura
Hoy en día la influencia británica en Paraguay no es tan notable como lo fue antes, y la población de origen británico en el país es una pequeña minoría, con muchos de los antiguos británicos en Paraguay siendo absorbidos por la población local.

## Personas destacadas

### De origen escocés
- Wilfred Barbrook Grubb: misionero anglicano, de gran labor entre los indígenas del Chaco.
- Eduardo Jotita Bernabé Urquhart: periodista deportivo de radio y TV.

### De origen galés
- Robert Gwynn: Aviador Militar.
- María Antonia Gwynn: esgrimista y abogada.
- Walter Gwynn: aviador héroe de la Guerra del Chaco.

### De origen inglés
- José Luis Appleyard: escritor.
- Arturo Bray: militar héroe de la Guerra del Chaco.
- Michael Burt: artista plástico.
- Martín Burt: empresario y ex intendente de Asunción.
- Quirno Codas Thompson: radiólogo, fundador del Instituto Codas Thompson.
- Ysanne Gayet: artista plástica.
- Ramón Angel Hicks: futbolista y cantautor.
- Carlos Guirland: futbolista.
- Benjamin Hockin: atleta olímpico.
- Roberto Holden Jara: pintor.
- Beatriz Holden: artista plástica.
- Nery Kennedy: atleta olímpico.
- Jorge Roberto Ogdon: antropólogo y arqueólogo.
- Robert Singer: periodista deportivo.
- Fabián Stark: futbolista.
- Estanislao Struway: futbolista.
- Federico Wenman Smith: militar héroe de la Guerra del Chaco.
- Federico Esteban Edwards: militar, Contador Público y mecánico.

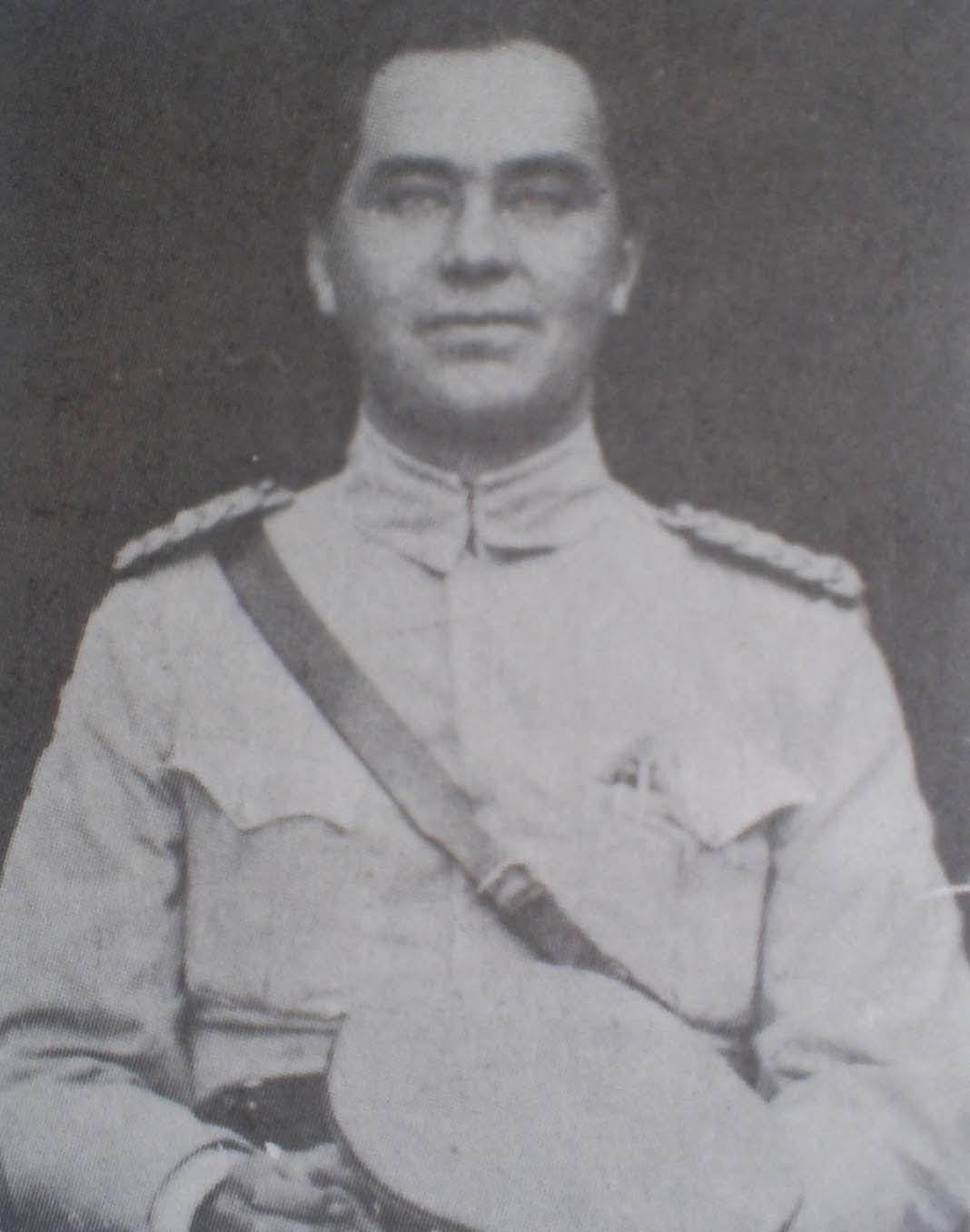
Arturo Bray (1898-1974)